# Vietnamesiskspråkiga Wikipedia
Vietnamesiskspråkiga Wikipedia (vietnamesiska: Wikipedia tiếng Việt) är upplagan av Wikipedia på vietnamesiska. Wikipedia är en fri nätencyklopedi som alla kan redigera och som stöds av Wikimedia Foundation. Denna språkversion av wikipedia gick online i november 2002 med huvudsidan och en artikel om internet. Projektet gick trögt i början och fick inte någon större uppmärksamhet. Den 26 augusti 2008 hade drygt 50 000 artiklar skapats och har efter 2011 ökat kraftigt i antal främst med hjälp av botskapade artiklar.  Den har för närvarande 1 293 657 artiklar.